# Pluton łącznikowy nr 7

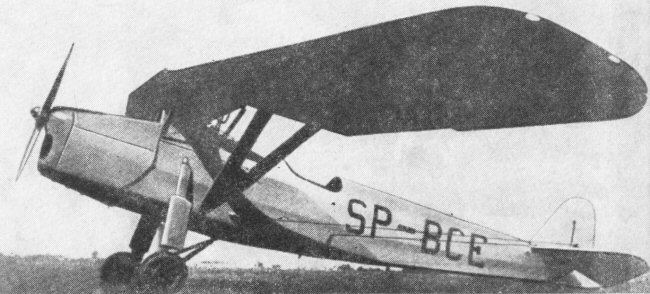
Samolot RWD-8

Pluton łącznikowy nr 7 – pododdział lotnictwa łącznikowego Wojska Polskiego w II Rzeczypospolitej.

## Opis plutonu
Pluton nie występował w organizacji pokojowej Lotnictwa. Został sformowany, w czasie mobilizacji alarmowej, przez 4 pułk lotniczy.
W kampanii wrześniowej 1939 pluton walczył w składzie lotnictwa Armii „Pomorze”. Od 1 września 1939, wykonywał loty łącznikowe. 2 września samolot dowódcy plutonu został zestrzelony przez własne oddziały, lecz pilot przeżył. Od 3 września pluton stacjonował w okolicach Torunia. 4 września pluton nr 7 utworzył wraz z plutonem nr 8 eskadrę łącznikową dowodzoną przez por. obs. Jana Eichstaedta. Był używany do celow łącznikowych do czasu utraty pozostałych samolotów.
Charakterystyka
- dowódca: ppor. rez. pil. Henryk Lewandowski
- piloci: kpr. pil.obs. Władysław Lewandowski, kpr. pil. obs. Derengowski
- miejsce stacjonowania: Piszcz k. Tucholi
- wyposażenie: 3 samoloty łącznikowe RWD-8, nieuzbrojone